# Insomniac Games
 (septembre 2018).
Si vous disposez d'ouvrages ou d'articles de référence ou si vous connaissez des sites web de qualité traitant du thème abordé ici, merci de compléter l'article en donnant les références utiles à sa vérifiabilité et en les liant à la section « Notes et références ».
Insomniac Games est une société américaine de développement de jeu vidéo fondée en 1994 et basée à Burbank en Californie. L'entreprise est notamment créatrice des franchises Spyro the Dragon, Ratchet and Clank et Resistance.
L'entreprise est rachetée en août 2019 par Sony pour une valeur de 229 millions de dollars.

## Historique
Le studio est fondé le 28 février 1994 par Ted Price comme une société de jeu vidéo indépendante. Il s'intitule alors « Xtrem Software ». Un autre studio portait déjà ce nom et les jeunes développeurs s'apprêtaient à sortir leur premier titre. Ils ont alors dressé une liste de plus de 150 noms, sans pour autant trouver celui qui leur conviendrait. Finalement, après plusieurs nuits blanches, le mot « Insomniac » est apparu, donnant le titre Insomniac Games au studio.
Le premier jeu du studio, un jeu de tir à la première personne nommé Disruptor, sorti sur PlayStation le 20 novembre 1996, est une réussite critique. L'équipe passe de 35 à 45 développeurs à la fin de la production du jeu. Le 10 septembre 1998 sort Spyro the Dragon, premier épisode d'une trilogie qui continue avec Spyro 2: Gateway to Glimmer, aussi intitulé Spyro 2: Ripto's Rage! en Amérique du Nord  en 1999, et avec Spyro: Year of the Dragon en 2000 L'ensemble met en scène Spyro, un petit dragon violet, qui devient, avec Crash Bandicoot, l'une des mascottes de la PlayStation.
En 2002, Ratchet and Clank devient le premier épisode de la nouvelle série d'Insomniac Games, il est le premier jeu de la société sur PlayStation 2. Le succès commercial et critique du jeu permet au studio d'en faire une franchise connue.
De 1994 à 2009, Insomniac Games écoule plus de 32 millions d'exemplaires de ses jeux.
Le 25 mai 2010, Insomniac Games annonce un partenariat avec EA Partners pour une nouvelle licence (Fuse, dévoilé durant l'E3 2011) et dont le titre sort en 2013 sur les consoles PlayStation 3 et Xbox 360.
En 2011, le studio ouvre une nouvelle division interne, appelée Insomniac Click, dont l'objectif est la création de nouveaux casual games sur navigateur et mobile,,. La division est dirigée par Brian Hastings. Elle est composée d'un petit groupe d'employés. Ils donnent vie à Outernauts, Fruit Fusion, Digit and Dash et Bad Dinos ; la plupart sorti pour iOS et Android.
Par la suite, Insomniac Games commence à travailler sur divers projets, notamment le jeu exclusif à la Xbox One intitulé Sunset Overdrive sorti en 2014, et Song of the Deep sur Xbox One, PlayStation 4 et PC.
Pendant l'E3 2015, Insomniac Games dévoile son enthousiasme envers la réalité virtuelle en annonçant différents projets exclusifs à l'Oculus Rift. Edge of Nowhere, un jeu d'exploration à la troisième personne, reçoit des critiques variées qui se rejoignent sur le fait qu'Insomniac Games a réussi à montrer comment créer un jeu en réalité virtuelle. Leurs autres projets comprennent The Unspoken, un jeu de duel de sorcellerie dans une arène et Feral Rites, un beat them all combiné au style de l'âge de pierre.
En septembre 2017, Insomniac Games dévoile son nouveau logo, qui a remplacé l'image de la lune représentant le «O» par un iconographe plus stylisé.
Le 19 août 2019, Sony Interactive Entertainment annonce l'acquisition d'Insomniac Games.
En décembre 2023, Insomniac Games est victime de nombreuses fuites concernant Marvel's Wolverine et plusieurs de leurs futurs projets.

## Jeux développés
| Titre                                     | Plates-formes                         | Date de parution |
| ----------------------------------------- | ------------------------------------- | ---------------- |
| Disruptor                                 | PlayStation                           | 1996             |
| Spyro the Dragon                          | PlayStation                           | 1998             |
| Spyro 2: Gateway to Glimmer               | PlayStation                           | 1999             |
| Spyro: Year of the Dragon                 | PlayStation                           | 2000             |
| Ratchet and Clank                         | PlayStation 2                         | 2002             |
| Ratchet and Clank 2                       | PlayStation 2                         | 2003             |
| Ratchet and Clank 3                       | PlayStation 2                         | 2004             |
| Ratchet: Gladiator                        | PlayStation 2                         | 2005             |
| Resistance: Fall of Man                   | PlayStation 3                         | 2006             |
| Ratchet and Clank : Opération Destruction | PlayStation 3                         | 2007             |
| Ratchet and Clank: Quest for Booty        | PlayStation 3                         | 2008             |
| Resistance 2                              | PlayStation 3                         | 2008             |
| Ratchet and Clank: A Crack in Time        | PlayStation 3                         | 2009             |
| Resistance 3                              | PlayStation 3                         | 2011             |
| Ratchet and Clank: All 4 One              | PlayStation 3                         | 2011             |
| Outernauts                                | Adobe Flash, iOS, Android             | 2012             |
| Ratchet and Clank: Q-Force                | PlayStation 3, PlayStation Vita       | 2012             |
| Fuse                                      | PlayStation 3, Xbox 360               | 2013             |
| Ratchet and Clank: Nexus                  | PlayStation 3                         | 2013             |
| Sunset Overdrive                          | Windows, Xbox One                     | 2014             |
| Slow Down, Bull                           | Windows                               | 2015             |
| Fruit Fusion                              | iOS, Android                          | 2015             |
| Digit and Dash                            | iOS, Android                          | 2015             |
| Bad Dinos                                 | iOS, Android                          | 2015             |
| Ratchet and Clank                         | PlayStation 4                         | 2016             |
| Song of the Deep                          | Windows, PlayStation 4, Xbox One      | 2016             |
| Edge of Nowhere                           | Oculus Rift                           | 2016             |
| The Unspoken                              | Oculus Rift                           | 2016             |
| Feral Rites                               | Oculus Rift                           | 2016             |
| Seedling                                  | Magic Leap One                        | 2018             |
| Marvel's Spider-Man                       | PlayStation 4                         | 2018             |
| Stormland                                 | Oculus Rift                           | 2019             |
| Strangelet                                | Magic Leap One                        | 2019             |
| Marvel's Spider-Man: Miles Morales        | Windows, PlayStation 4, PlayStation 5 | 2020             |
| Marvel's Spider-Man: Remastered           | Windows, PlayStation 5                | 2020             |
| Ratchet and Clank: Rift Apart             | Windows, PlayStation 5                | 2021             |
| Marvel's Spider-Man 2                     | Windows, PlayStation 5                | 2023             |
| Marvel's Wolverine                        | PlayStation 5                         | Non annoncé      |

### Ère PlayStation (1996 - 2000)

#### Disruptor
Disruptor est un de jeu de tir à la première personne sorti sur PlayStation en 1996. Le jeu se passe au XXIIIe siècle environ. Le joueur incarne Jack, un soldat recruté parmi les meilleurs de sa promotion. Il est envoyé par téléportation à différents endroits de la galaxie (Mars, Io, Jupiter, Triton...). Il est doté d'armes futuristes. Son grade ne cessera d'augmenter ce qui lui attribuera de nouvelles capacités « psioniques » entre chaque niveau.

#### SérieSpyro the Dragon
Spyro the Dragon est un jeu vidéo de plates-formes édité par Sony Computer Entertainment sur PlayStation. Il s'agit du premier opus de la série Spyro the Dragon. Il est sorti le 10 septembre 1998 en Amérique du Nord, le 23 octobre 1998 en Europe et le 1er avril 1999 au Japon. Le jeu met en scène Spyro, un jeune dragon. Accompagné d'Étincelle la libellule, celui-ci traverse les royaumes des Dragons afin de libérer ses congénères, lesquels ont été transformés en statues de cristal par Gnasty Gnorc ; ce dernier a également transformé les joyaux des dragons en soldats. Pour mener à bien sa mission, Spyro dispose de capacités telles que cracher du feu, charger ses ennemis et planer. C'est l'occasion pour Insomniac Games de concevoir un jeu dont l'univers est assimilable à celui des contes de fées, après la sortie de Disruptor. Il s'agit aussi pour Sony Computer Entertainment de proposer un jeu vidéo à destination du jeune public, un marché dominé par Nintendo et sur lequel la PlayStation est peu présente. Véritable succès commercial avec plus de cinq millions d'exemplaires vendus à travers le monde, Spyro the Dragon est plébiscité par la critique spécialisée tant pour la qualité de sa bande-son, que pour la qualité de ses graphismes et de son moteur de jeu en trois dimensions, innovant par sa capacité à générer des niveaux en monde ouvert.
La suite est Spyro 2: Gateway to Glimmer également édité par Sony Computer Entertainment sur PlayStation. Il est sorti en Europe en novembre 1999, tout comme en Amérique du Nord, puis au Japon en mars 2000. La trame du jeu prend place immédiatement après les événements de Spyro the Dragon. Spyro souhaite prendre des vacances avec Sparx, son ami libellule, après avoir sauvé le monde des dragons de Gnasty Gnorc. Toutefois, le duo se retrouve à Avalar, un monde paradisiaque et mystique troublé par l'arrivée d'un tyran, Ripto, et de ses deux acolytes, Crush et Gulp. Les habitants d'Avalar demandent alors à Spyro de les aider à se débarrasser d'eux, en attendant qu'ils trouvent un autre moyen de retourner en vacances. Au cours de ce périple, Spyro dispose de nouveaux pouvoirs, issus des recharges présentes dans chaque niveau, et de capacités déblocables en dépensant des joyaux, comme nager, grimper et charger de front. Spyro 2 fait intervenir de nouveaux personnages, notamment Zoé, une fée, Chasseur, un guépard, l'ours Gros-Sous et le Professeur, qui deviennent des personnages récurrents de la série. À sa sortie, le jeu est bien accueilli par les observateurs, qui apprécient son côté amusant grâce aux nombreux mini-jeux et le fait qu'il s'adresse à un public divers. La fluidité des graphismes est également saluée, malgré un manque de polygones pour les personnages, tout comme la qualité de la bande-son. Il est un véritable succès commercial, avec plus de 3,52 millions d'exemplaires vendus.
Spyro: Year of the Dragon est le troisième jeu de la franchise, toujours édité par Sony Computer Entertainment en 2000 sur PlayStation. Nommé d'après l'animal du zodiaque chinois célébré en 2000, le dragon, l'opus présente les aventures de Spyro dans son périple à travers les Mondes Oubliés, après que cent cinquante œufs de dragons ont été volés par une sorcière. Le joueur parcourt ainsi trente-sept mondes différents afin de les récupérer. Spyro: Year of the Dragon se démarque de ses deux prédécesseurs par la présence de nouveaux personnages jouables ainsi que de nouveaux mini-jeux venant s'ajouter à ceux déjà existants, tout en offrant des graphismes et une bande-son améliorés. À sa sortie, Spyro: Year of the Dragon est bien accueilli par la presse spécialisée : les critiques notent un jeu de qualité basé sur le succès de ses prédécesseurs, saluant au passage l'ajout de nouveaux mini-jeux et les vastes environnements qu'il propose. Malgré son absence de commercialisation au Japon, Spyro: Year of the Dragon est vendu à 3,71 millions d'exemplaires à travers le monde, ce qui en fait le trentième jeu le plus vendu sur PlayStation.
La série continue après le troisième épisode, mais n'est plus développée par Insomniac Games, la licence ayant été vendue à Vivendi Universal.

### Ère PlayStation 2 (2000 - 2005)

#### Saga originaleRatchet and Clank
Ratchet and Clank est un jeu vidéo de type plates-formes. Il est sorti en 2002 sur PlayStation 2. L'histoire commence dans la galaxie de Solana. On se retrouve dans une usine de robot où nait Clank, un robot qui est un rebut de production doté d'une intelligence. Il est alors chassé et fuit grâce à un faisceau qui s'écrase sur Veldin, une planète où habite Ratchet, un lombax. Ratchet et Clank se rencontrent et partent à l'aventure dans le but d'arrêter le Président Drek qui cherche à construire une nouvelle planète avec des morceaux d'autres planètes. Leur amitié va se construire au fur et à mesure des aventures. Les deux héros rencontreront de nombreux personnages qui reviendront dans les opus suivants dont Al, Helga, le Capitaine Qwark ou encore l'énigmatique Plombier. Le premier opus se finit sur la défaite de Drek et deux héros poursuivant leur vie sur Veldin.
Ratchet and Clank 2 (ou Ratchet and Clank: Going Commando en version originale) sort en 2003. Il reprend l'histoire quelques mois après la défaite du Président Drek. Ratchet et Clank sont alors en pleine interview discutant de leur victoire sur le Président Drek. Au même moment, dans la galaxie de Bogon, M. Fizzwidget, dirigeant de la compagnie d'arme MegaCorp, regarde l'interview et décide de les téléporter dans un faisceau. Il explique alors au deux héros qu'il aurait besoin de leurs services pour récupérer une expérience de MegaCorp dérobée. Ratchet suivra alors un stage commando pour améliorer ses capacités. Les deux héros se retrouvent ainsi de nouveau embarqués dans une aventure galactique.

### Jeux mobiles (2012 - 2015)

#### Outernauts
Outernauts est un jeu vidéo de rôle communautaire. Il sort d'abord en 2012 via Adobe Flash sur Kongregate et Facebook, puis en 2014 sur iOS et Android. Les versions du jeu sont successivement arrêtées, respectivement en 2014 et 2016. Le joueur est amené à capturer des créatures et les faire évoluer, afin de les faire participer à des combats. Pour cela, le jeu est souvent comparé à un clone de Pokémon.

#### Fruit Fusion
Fruit Fusion est un jeu de puzzle de type tile-matching, sorti le 7 mai 2015 sur iOS et Android. Le joueur doit combiner au moins trois fruits identiques (match-3) afin de les faire disparaître et engranger un maximum de points avant la fin du délai imparti. Contrairement à des jeux similaires populaires tels que Bejeweled ou Candy Crush Saga, les éléments sont placés autour d'un réacteur (en forme de cercle) et non dans une grille. De ce fait, le joueur doit appuyer sur un fruit et le faire glisser de part et d'autre du réacteur afin de créer des combinaisons. Chaque fusion remplit tant une jauge de score respectif à chaque type de fruit, qu'une jauge de bonus. Lorsqu'elles sont remplies, elles donnent respectivement, plus de points à chaque fusion et, un bonus aléatoire (plus de temps, plus de fruits en jeu, des pièces, etc.).

#### Digit and Dash
Digit and Dash est un jeu de plates-formes de type runners à défilement vertical, et en vue de profil, sorti le 13 mai 2015 sur iOS. Les deux personnages (Digit, un robot, et Dash, un extraterrestre) courent de part et d'autre de l'écran, séparés scénaristiquement en deux à cause d'un hot-dog mutant. Le joueur, qui les contrôle en même temps, peut sauter, s'écraser au sol ou dash. Le jeu, devenu entre-temps obsolète, est amélioré et republié en 2020 par GameClub, sur iOS et Android.

#### Bad Dinos
Bad Dinos est un jeu de stratégie de type tower defense, sorti le 20 mai 2015 sur Android et iOS. Le joueur doit stopper l'inévitable progression de dinosaures (en plusieurs vagues) avant que ces derniers n'atteignent une famille "préhistorique" en fin de parcours, synonyme de fin de partie. Au début de chaque nouvelle vague, le joueur achète et installe des tours fixes. Ces tours, aux fonctions différentes, permettent de tuer les ennemis. Elles possèdent chacune des évolutions qui améliorent leurs caractéristiques. Le joueur a également accès à des pouvoirs afin de faciliter sa réussite. Au cours de la partie, la carte évolue dynamiquement, modifiant le cheminement pris par les ennemis et la stratégie appliquée par le joueur. Pour chaque niveau réussi, le joueur reçoit jusqu'à trois "étoiles" en fonction de la réalisation d'objectifs spécifiques.

### Ère PlayStation 4 (2016 - 2018)
Ratchet and Clank est un jeu de plates-formes sorti sur PlayStation 4 en avril 2016. Le jeu est un reboot du premier épisode de la série Ratchet and Clank, rajoutant des éléments inédits et liés au film Ratchet et Clank, également sorti en avril 2016.

### Autres jeux

#### Fuse
Fuse un jeu de tir à la troisième personne, édité par Electronic Arts, sorti sur PlayStation 3 et Xbox 360 en 2013.

#### Sunset Overdrive
Sunset Overdrive est un jeu d'action en monde ouvert adoptant une vue à la troisième personne. Le jeu est édité par Microsoft Studios et est sorti en 2014 exclusivement sur Xbox One.

#### Slow Down, Bull
Slow Down, Bull est un jeu d'action, sorti en avril 2015 sur ordinateur dans les versions Windows, MacOS et Linux. Le jeu permet d'incarner Esteban, un taureau stressé.

#### Song of the Deep
Song of the Deep est un jeu de type metroidvania, édité par GameStop, sorti en juillet 2016 sur Windows, PlayStation 4 (PlayStation Network) et Xbox One (Xbox Live Arcade). Le joueur incarne Marryn, une jeune fille qui a construit un sous-marin afin de partir à la recherche de son père disparu à la suite d'une partie de pêche.

## Identité visuelle

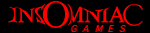
Logo du 18 février 1995 à mars 2000.
Logo du 4 septembre 2000 à juin 2017.
Logo depuis septembre 2017.